# Кристамполье
Кристамполье (бел. Крыста́мпалле) — деревня в Пуховичском районе Минской области Республики Беларусь. В составе Новопольского сельсовета.

## География
Расположена в 30 км на запад от Марьиной Горки, 45 км от Минска, 18 км от железнодорожной станции Руденск на линии Минск — Осиповичи.
Ближайшие населённые пункты Дуброво, Лебединое, Малиновка, Теребель, Товарские и др.

### Гидрография
Расположены водоёмы.

## История

### Ранняя история
В XVIII веке в Минском уезде Минского воеводства Великого Княжества Литовского, собственность Быковских, входила в домен Русаковичи. На 1784 год собственность Винцента Якса-Быковского. От фамилии Быковских деревня также имела название Быковская Слобода, Быкова.
В результате второго раздела Речи Посполитой 1793 года территория оказалась в составе Российской империи, в Игуменском уезде Минской губернии.
В 1856 году Юзефа Быковская, которая была внучкой Винцента, вышла замуж за Владислава Вайсенгофа, к которому деревня вместе с Русаковичами отошла через вено. Позже этими землями владел их сын Ян Вайсенгоф, а далее Генрих Вайсенгоф (1859—1922), который женился на Людвике Сокольской. После 1861 года деревня Кристинполь в Цитвянской волости Игуменского уезда. В 1870 году деревня и имение помещика Вайсенгофа в Дудичской волости Игуменского уезда. В 1889 году имением владела Жозефина Генриховна Вейсенгоф, также у нее было 15 десятин земли в деревне. Согласно переписи 1897 года была часовня, хлебозапасный магазин, питьевое заведение.

### Новейшее время
С конца февраля 1918 года территория оккупирована войсками Германской империи. 25 марта 1918 года согласно Третьей Уставной грамоте волость провозглашена частью Белорусской Народной Республики. В декабре 1918 года занята Красной Армией, с 1 января 1919 года в соответствии с постановлением I съезда КП(б) Беларуси она вошла в состав Советской Белоруссии, с 27 февраля 1919 года — в ЛитБел ССР. Во время польско-советской войны в августе 1919 — июле 1920 годов под оккупацией Польши (Минский округ ГУУЗ).
С 31 июля 1920 года в Белорусской ССР, имение национализировано. В 1930-х годах проведена принудительная коллективизация, образованы колхозы «Добрая воля» и имени С. М. Будённого, были 2 кузницы.
Во Вторую мировую войну с конца июня 1941 года до начала июля 1944 года под оккупацией Германии. В окрестностях деревни действовала советская партизанская бригада «Беларусь». В марте 1944 года в ходе немецкой карательной операции деревня сожжена. После войны деревня была восстановлена.
29 июня 2006 года деревня передана из упразднённого Сергеевичского сельсовета в состав Правдинского поселкового Совета. До 28 мая 2013 года в Правдинском поселковом Совете. После упразднения Правдинского поселкового Совета деревня включена в Новопольский сельсовет.

## Население

### Численность
- 2019 год — 40 жителей (перепись населения)

### Динамика
- 1897 год:
  - деревня — 332 жителей, 60 дворов
  - имение — 11 жителей
- 1908 год:
  - деревня — 405 жителей, 74 двора
  - фольварок — 4 жителей, 1 двор
- 1917 год:
  - деревня — 400 жителей, 78 дворов
  - фольварок — 14 жителей
- 1940 год — 437 жителей, 80 дворов
- 1960 год — 282 жителей
- 1999 год — 90 жителей (перепись населения)
- 2002 год — 74 жителей, 36 дворов
- 2009 год — 41 жителей (перепись населения)[7]
- 2012 год — 38 жителей, 16 хозяйств
- 2019 год — 40 жителей (перепись населения)

## Экономика
В 2013 году на территории сельскохозяйственного филиала «Сергеевичи» ОАО «Пуховичский райагросервис».

## Галерея

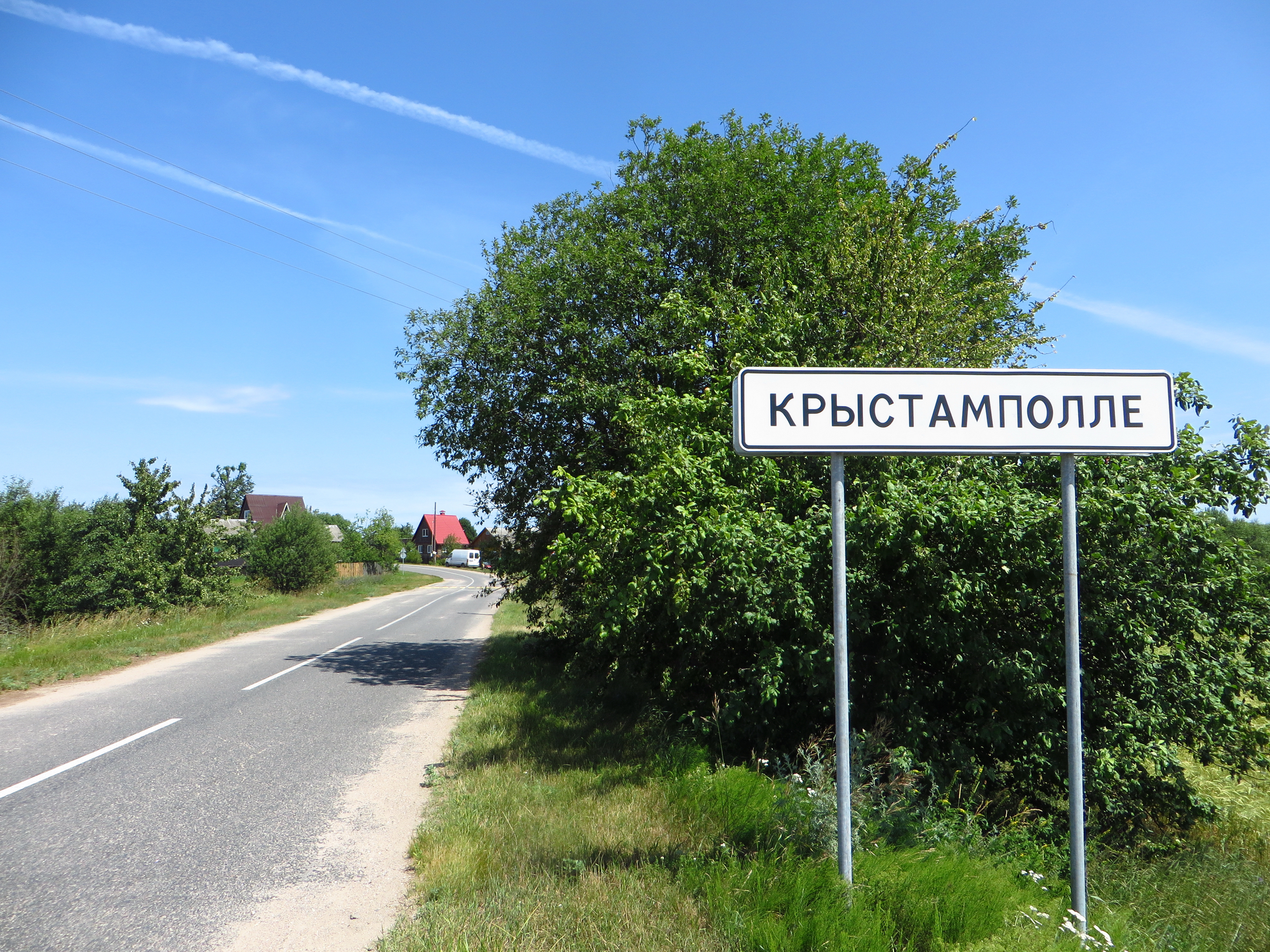
Дорожный указатель на дороге со стороны деревни Теребель
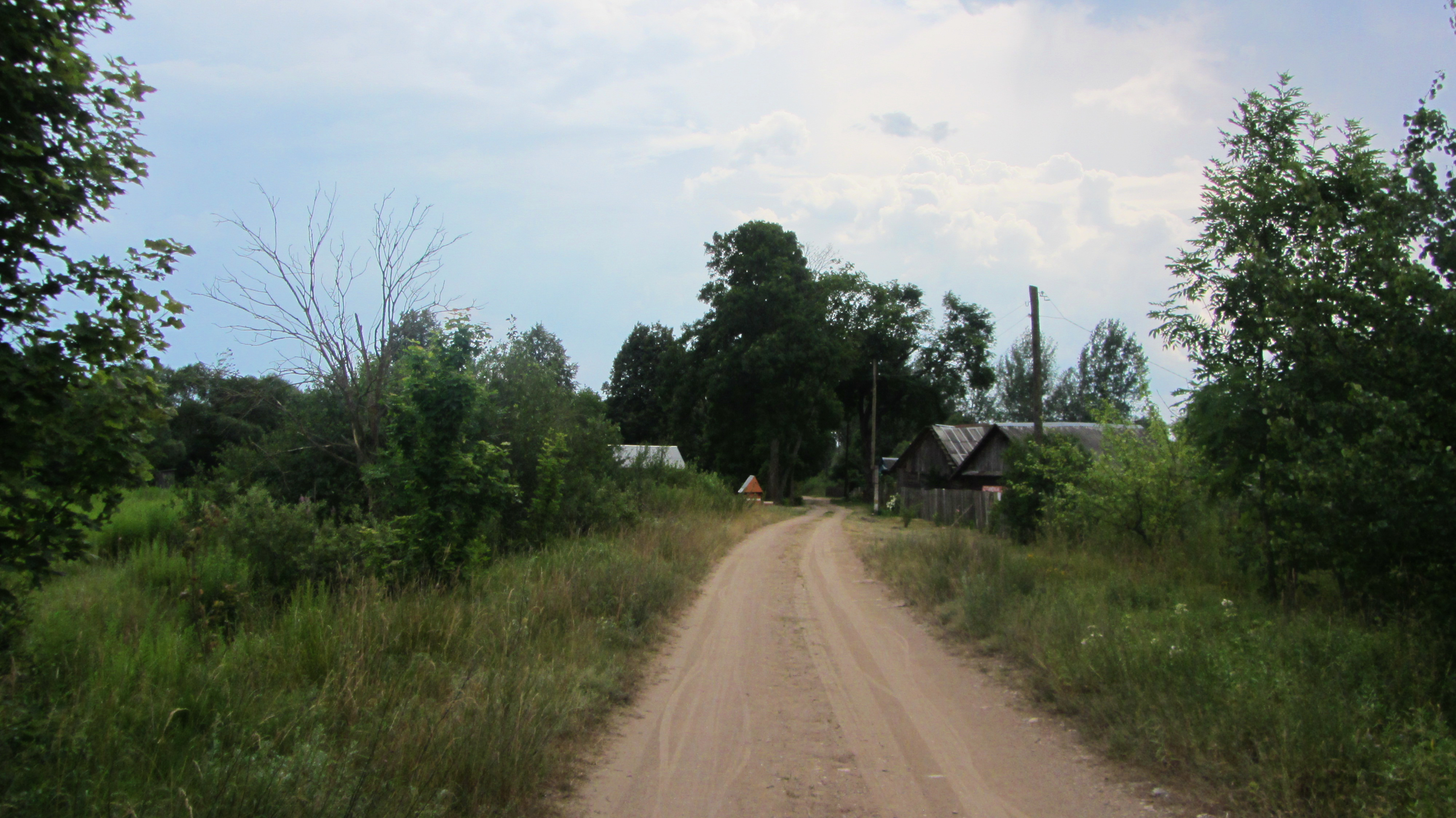
Въезд в деревню со стороны Товарских
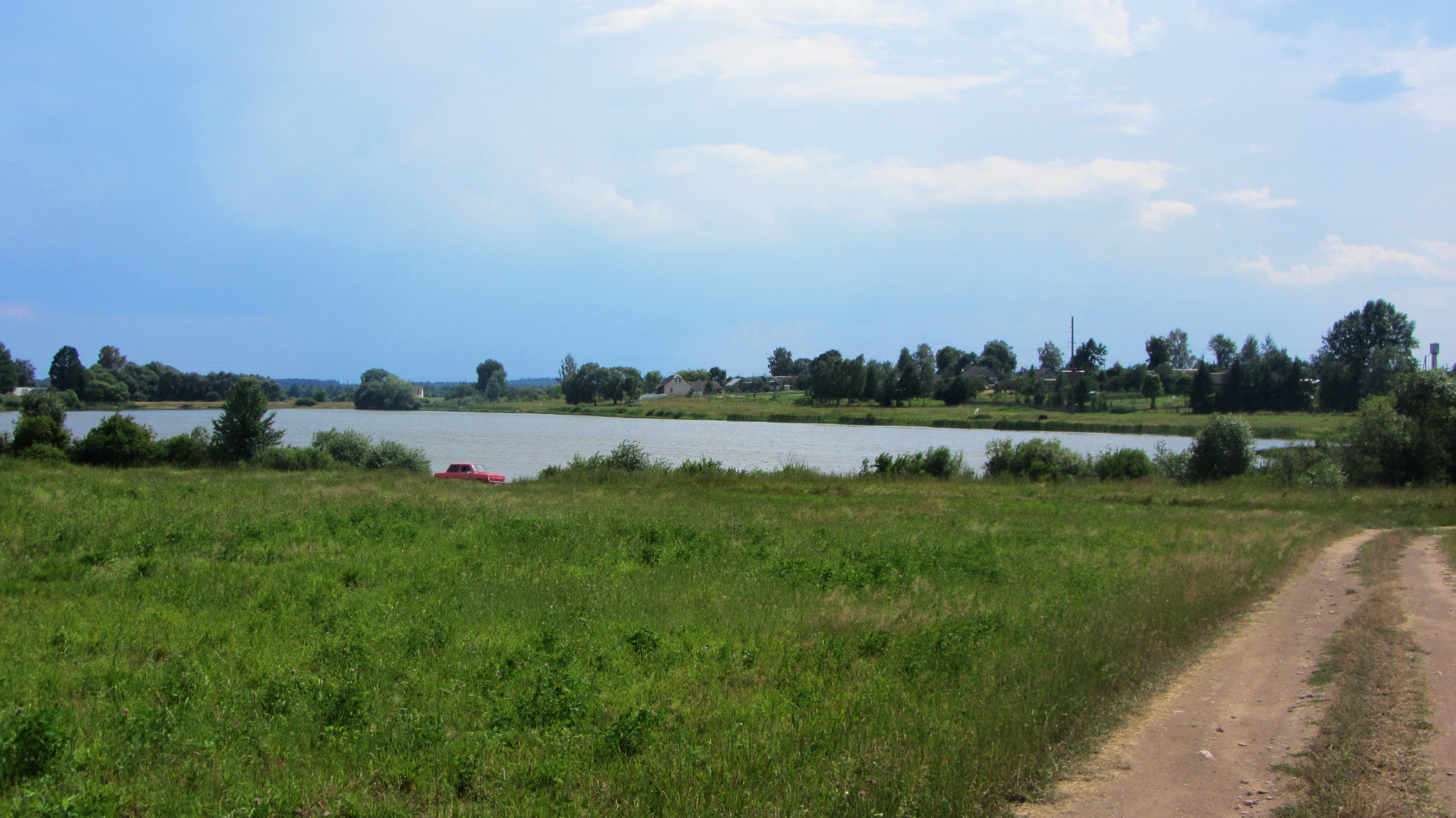
Панорама со стороны Товарских
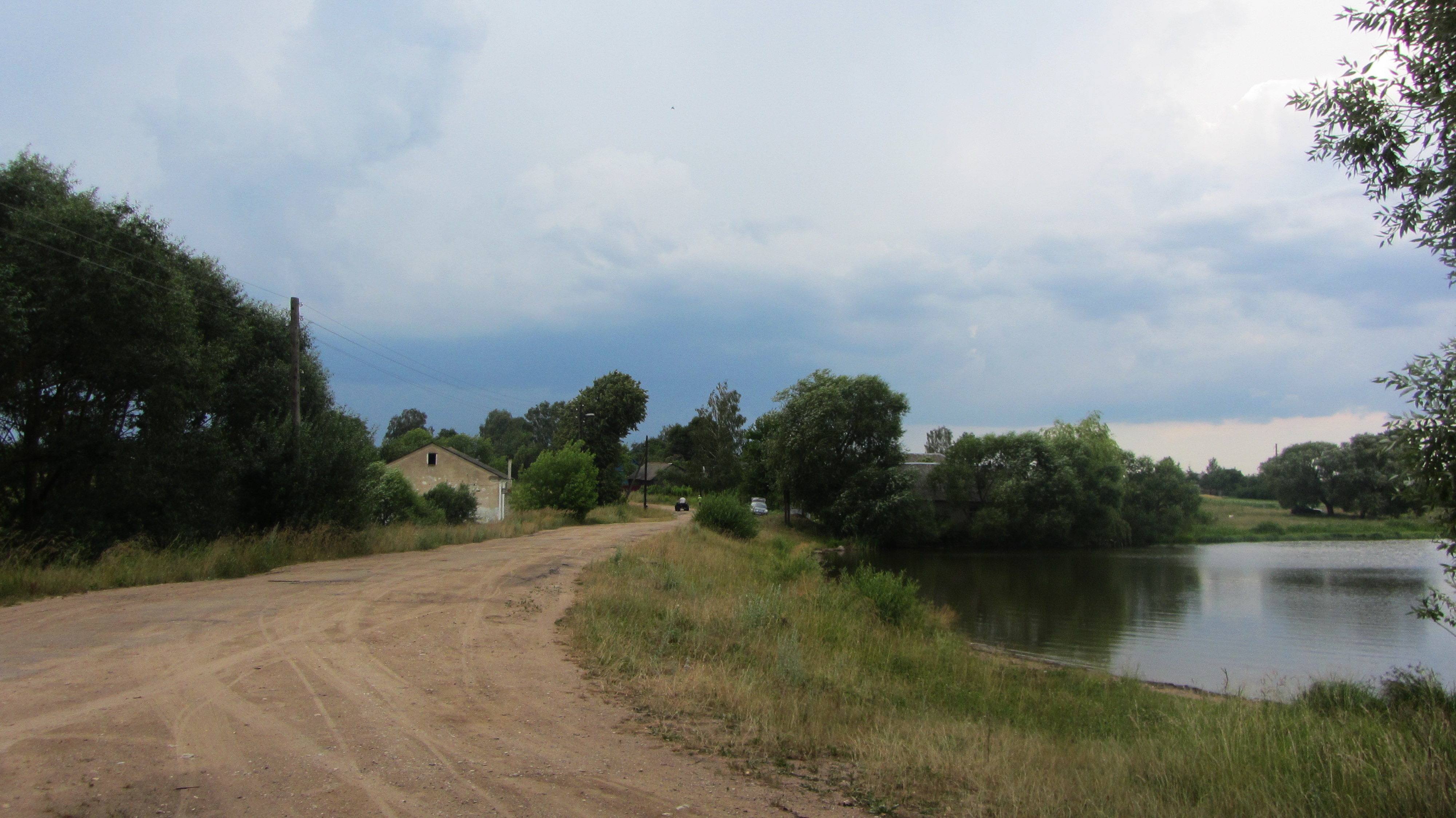
Центр деревни
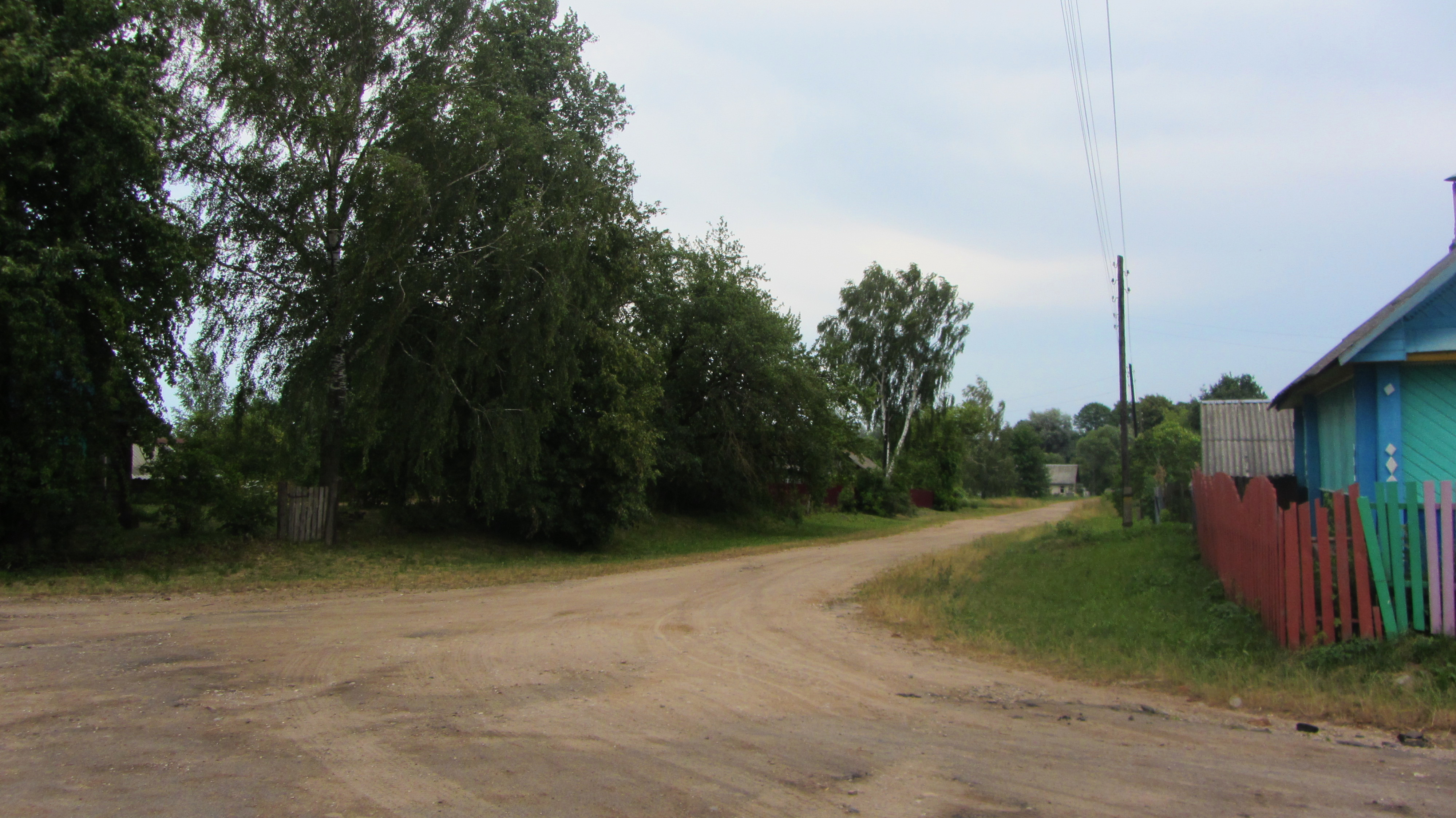
Центральная улица

## Известные лица
- Шелег, Николай Сидорович (род. 1949) — белорусский экономист, специалист в области мировой экономики.